# Emilsen Manyoma
Emilsen Manyoma (1986-2017) fue una activista por los Derechos Humanos colombiana. Trabajaba en la Red Comunidades Construyendo Paz en los Territorios (Conpaz) en el Valle del Cauca, en la región del Bajo Calima (Colombia). Fue asesinada el 17 de enero de 2017 junto a su pareja, el también activista Joe Javier Rodallega. 
Manyoma trabajaba desde 2005 por los derechos de las personas desplazadas por el narcotráfico y los paramilitares en el resguardo Guayacán y el Espacio Humanitario Puente Nayero.